# Мандевилл (Луизиана)
Мандевилл (англ. Mandeville) —  город в приходе Сент-Таммани в штате Луизиана в Соединённых Штатах Америки.
Согласно проведённой в 2020 году переписи населения США, число жителей города составляло 13 192 человека; это 24-й в штате город по численности населения.

## История
Город Мандевилл был основан в 1834 году Бернаром Ксавье де Мариньи де Мандевилем (1785—1868). Семья Мариньи была видной семьей Луизианы, владевшей почти третью города Новый Орлеан. Эта территория долгое время была сельскохозяйственными землями, когда в 1834 году он заложил первое поселение. В 1840 году Мандевилл получил статус города. Он стал популярным местом летнего отдыха для состоятельных жителей Нового Орлеана, желающих скрыться от городской жары и суеты.

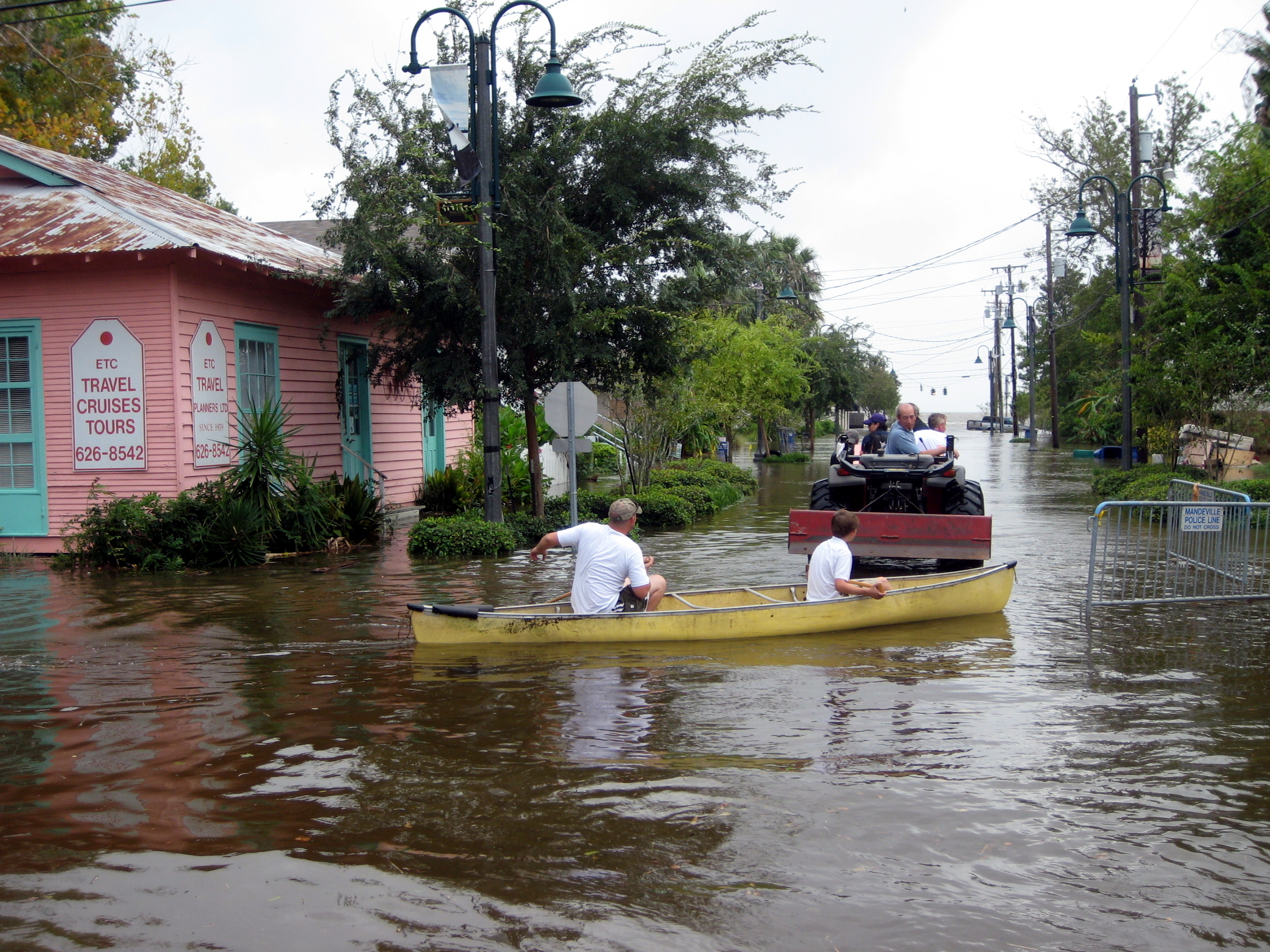
Мандевилл после урагана Айк

В середине XIX века началось регулярное ежедневное пароходное сообщение между Новым Орлеаном и Мандевиллом, и к концу викторианской эпохи он стал популярным местом отдыха на выходных и для среднего класса Нового Орлеана. Оркестры играли музыку на кораблях, плывущих по озеру, а также в павильонах и танцевальных залах в Мандевилле, и город стал одним из первых мест, где за пределами Нового Орлеана услышали новую «джазовую» музыку. Банк Джонсон, Бадди Пети, Папа Селестин, Джордж Льюис, Кид Ори, Эдмонд Холл, Честер Зардис и многие другие ранние джазовые исполнители регулярно выступали в Мандевилле. В Мандевилле до сих пор сохранились два здания из истории раннего джаза.
В 1956 году первый участок моста-дамбы озера Понтчартрейн открылся для автомобильного движения; второй участок был добавлен в 1969 году. Новая дорога стимулировала рост Мандевилла и его окрестностей как пригородного сообщества для людей, работающих в Новом Орлеане. Эта тенденция усилилась в 1980-х и 1990-х годах, еще больше интегрировав город в большую столичную зону Нового Орлеана.
Мандевилл сильно пострадал от штормового нагона урагана Катрина 29 августа 2005 года. Некоторые части города также пострадали, когда озеро Пончартрейн вышло из берегов из-за урагана Айк в 2008 году. К 2009 году большая часть реконструкции после Катрины была завершена. Многие дома и предприятия в районах, пострадавших от наводнения, были подняты.

## География
По данным Бюро переписи населения США, общая площадь города составляет 6,8 квадратных миль (17,7 км2), из которых 0,12 квадратных миль (0,3 км2), или 1,55%, покрыто водой.
Управляемый разводной мост через реку Тчефанкта соединяет Мандевилл с Мадисонвиллом.